# Petosiris
|  |

|  |

|  |

|  |

|  |

|  |

|  |

|  |

| S34 | I9 · O34 · N35 | M23 | A40 |

| S34 | I9 · O34 · N35 | M23 | A40 |

Petosiris, también llamado Anjefenjonsu, era uno de «los cinco grandes» (dyw wr), los Sumos sacerdotes de Thot en Hermópolis Magna que habían pasado por diferentes grados del sacerdocio al servicio de los dioses Sejmet, Jnum, Amón-Ra y Hathor.

## Biografía
El sumo sacerdote llevaba la vida de un príncipe. Era dueño de tierras, huertos y viñedos, y sus graneros rebosaban de grano; el ganado abundaba en sus establos; sus barcos bogaban en el Nilo; sus diversiones eran la caza, la pesca, los juegos, la música.

Hijo de Sishu y Neferrenpet, fue un funcionario de alto rango en el siglo IV a. C., durante el periodo de transición entre el periodo aqueménida y el macedónico. Además de Sumo sacerdote de Thot, era escriba real y lesonis del templo de Thot en Hermópolis Magna. En una inscripción de su tumba se jacta de haber enriquecido a los templos durante los siete años que ejerció como lesonis.
Diversos grafitis en las paredes de su tumba demuestran que fue considerado un sabio, y que allí acudían peregrinos que conservaban la memoria del antiguo sacerdote de Thot.

## Tumba de Petosiris

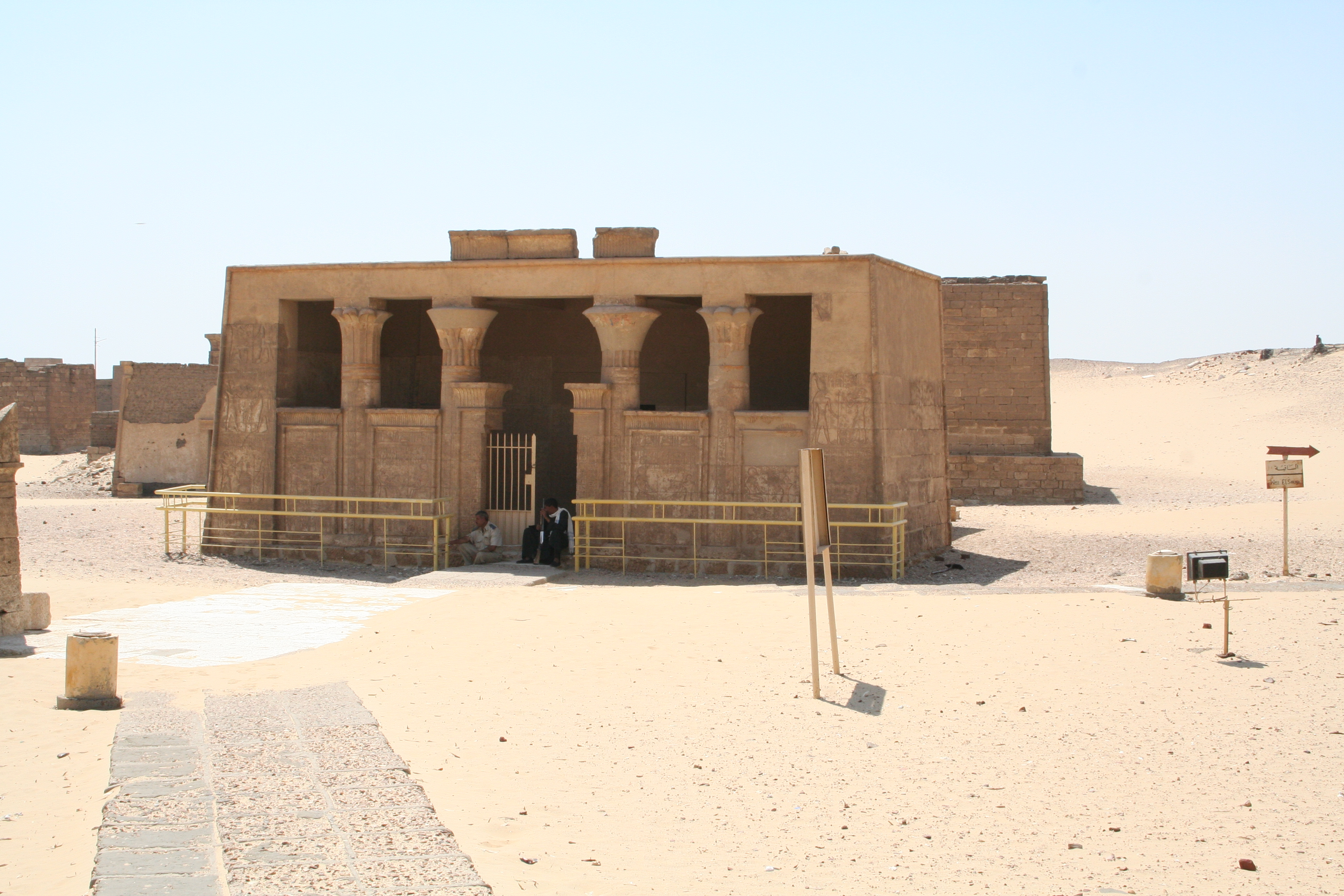
Tumba de Petosiris en Tuna el-Gebel.

Petosiris es conocido por su tumba, situada en la necrópolis de Tuna el-Gebel, en las inmediaciones de la antigua Jmun (Hermópolis Magna) y fechada por los investigadores entre finales del siglo IV a. C. y los primeros momentos del siglo III. 
La tumba fue descubierta y estudiada en 1919 por Gustave Lefebvre, que publicó sus descubrimientos en Le tombeau de Petosiris (1924); posteriormente fue restaurada por Barsanti, que reconstruyó muros y columnas, así como el techo que había desaparecido.
La fachada tiene cuatro columnas, unidas entre sí en la parte baja por un muro, con lotos, papiros y hojas de palma adornando los capiteles. A continuación tiene un pronaos interior y las capillas dedicadas a su culto fúnebre en torno a una sala con cuatro pilares que sujetan el techo, desde la que se accede por un pozo de ocho metros a la cámara funeraria en la que se encontró su sarcófago, ahora expuesto en el Museo de El Cairo (n.° 6036, sala 49, ref. JE 46592). Está adornada con representaciones de escenas cotidianas con el estilo greco egipcio de la época (lo que permitió la datación), y en la capilla dedicada a su padre escribió su biografía, identificándose a sí mismo como hijo de Sishu. También menciona a sus hermanos, esposa e hijos, y relata la historia de su familia a partir de su abuelo Dyedthotefanj. De hecho es una buena fuente de la historia del periodo tardío de Egipto, ya que Dyedthotefanj vivió a finales de la dinastía XXX, y entre él, Sishu y Petosiris vivieron la conquista y el dominio persa y su caída ante Alejandro Magno, ya que habla de los desórdenes y la guerra, lo que hace pensar que llegó a conocer los primeros momentos de la dinastía macedónica.

## Relación con la figura deHermes Trismegisto
Se ha planteado de forma preliminar que la Figura histórica de Petosiris  podría estar relacionada con Petosiris  del texto "De Petosisis a Nechepso "  y otros trabajos que utilizaron su figura como Sacerdote de Thot para darle mayor validez  a los textos herméticos al inicio de la tradición Hermetica